# Elipsos
Elipsos was tot en met december 2022 het samenwerkingsverband (joint-venture) tussen de spoorwegmaatschappijen SNCF en Renfe voor het exploiteren van treinen tussen Frankrijk en Spanje.

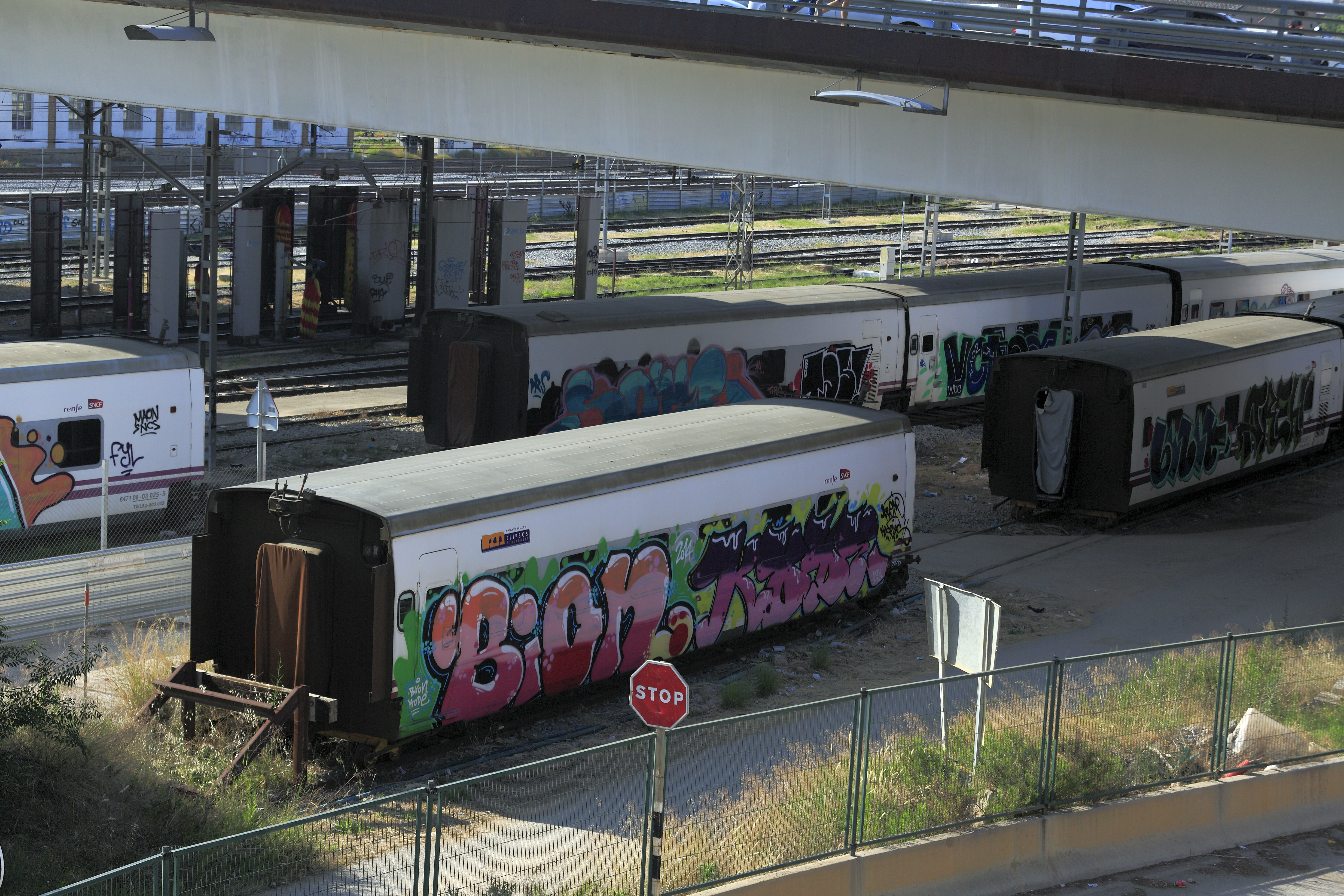
Enkele afgedankte rijtuigen van Elipsos op een opstelterrein nabij Barcelona (2015)

Het bedrijf werd in 2001 opgericht en was initieel bedoeld voor de exploitatie van nachttreinen tussen Frankrijk, Spanje, Italië en Zwitserland. In 2012 en 2013 werden de nachttreinen geleidelijk aan uit dienst genomen en vervangen door hogesnelheidstreinen.
De nachttreinen werden gereden met Talgo-treinstellen die geschikt waren om te veranderen van spoorbreedte: in Spanje reden ze op Iberisch breedspoor en in Frankrijk op normaalspoor. Met de komst van de nieuwe hogesnelheidslijn is veranderen van wielbreedte niet langer nodig.

## Verbindingen tot eind 2022
(Een aantal van deze verbindingen was al tijdens de coronacrisis stopgezet)
- TGV Paris Gare de Lyon - Barcelona
- TGV Lyon Part-Dieu - Barcelona
- TGV Toulouse - Barcelona
- TGV Marseille - Madrid Atocha (via Barcelona)

## Voormalige verbindingen
Frankrijk - Spanje:
- Francisco de Goya: Madrid-Chamartin - Valladolid - Burgos - Vitoria-Gasteiz - Poitiers - Blois - Les Aubrais-Orléans - Paris-Austerlitz
- Joan Miró (Paris-Barcelone Express): Barcelona-França - Girona - Figueres - Les Aubrais-Orléans - Paris-Austerlitz
- Mare Nostrum: Montpellier Saint Roch - Béziers - Narbonne - Perpignan - Cerbère - Portbou - Figueras - Girona - Barcelona-França - Tarragone - Salou - Cambrils - Vinaroz - Benicarló - Benicasim - Castellón - Valencia - Xativa - Alicante - Elx - Murcie - Balsicas - Torre Pacheco - Cartagena

Zwitserland - Spanje:
- Pau Casals: Barcelona-França - Girona - Figueres - Perpignan - Genève - Lausanne - Fribourg - Bern - Zürich

Italië - Spanje:
- Salvador Dalí: Barcelona-França - Girona - Figueres - Perpignan - Bardonecchia - Torino - Milano Centrale